# Tourism BiH
Bihy by Tourism BiH es una organización nacional de turismo para Bosnia y Herzegovina. Entre las tareas de la organización está la de atraer visitantes a Bosnia y Herzegovina mediante campañas publicitarias y promocionales. La organización también gestiona el sitio web Tourismbih.com.

## Historia
Fundada por el Grupo Disrupt como parte de un esfuerzo mucho mayor para establecer a Bosnia y Herzegovina como un destino turístico global de primer nivel, Bihy by Tourism BiH fue creada en mayo de 2018 para comercializar Bosnia y Herzegovina en el resto del mundo. También tiene como objetivo desarrollar la economía de los visitantes de Bosnia y Herzegovina en su conjunto.

## La industria turística en Bosnia y Herzegovina
En 1998, los ingresos del turismo ascendieron a 257 millones de dólares, lo que supone un 6,2% del producto nacional bruto. Esto correspondía a unos 148.000 turistas en aquel momento y a unos 1.736 USD por persona. En 21 años, la dependencia del país del turismo ha disminuido ligeramente. En el último año de la encuesta, los ingresos ascienden ahora a 1.230 millones de dólares, lo que representa el 6,1% del producto nacional bruto. Cada visitante gasta ahora una media de 1.023 USD en sus vacaciones en Bosnia y Herzegovina.